# Liste des conseillers régionaux élus dans le Gard
Les conseillers régionaux du Gard sont élus dans le cadre des élections régionales pour siéger au conseil régional d'Occitanie depuis 2015, et au conseil régional du Languedoc-Roussillon avant cette date. Leur nombre et le mode de scrutin étant fixé par le code électoral, le Gard compte 20 élus sur les 158 conseillers régionaux.
Les conseillers régionaux sont présentés dans l'ordre alphabétique.

## Liste par mandature

### 2021-2028
- Amal Couvreur
- Jean-Luc Gibelin
- Katy Guyot
- Fabrice Verdier
- Aurélie Genolher
- Jalil Benabdillah
- Claire Lapeyronie
- Henry Brin
- Monique Novaretti
- Régis Bayle
- Julie Delalonde
- Julien Sanchez, puis Viviane Tisseur depuis 2024[1]
- Laurence Gardet
- Yoann Gillet
- Flavie Collard
- Gilles Donada
- Christophe Rivenq
- Mary Bourgade[2]

### 2015-2021
Pour les premières élections du nouveau conseil régional d'Occitanie, regroupant les deux anciennes régions du Languedoc-Roussillon et du Midi-Pyrénées, le Gard élit 20 conseillers. Les trois principaux partis en tête lors dans la région sont le Rassemblement National avec sept conseillers, le Parti Socialiste avec six conseillers et les Républicains en ayant trois.
| Nom | Nom                        | Parti | Groupe                                   |
| --- | -------------------------- | ----- | ---------------------------------------- |
|     | Damien Alary               | PS    | Socialiste Républicain et Citoyen        |
|     | Françoise Bons             | DVG   | Socialiste Républicain et Citoyen        |
|     | Mary Bourgade              | LR    | Union des Élus de la Droite et du Centre |
|     | Anne-Marie Collard         | RN    | Rassemblement National                   |
|     | Jean Denat                 | PS    | Socialiste Républicain et Citoyen        |
|     | Gilles Donada              | RN    | Rassemblement National                   |
|     | Catherine Eysseric         | PS    | Socialiste Républicain et Citoyen        |
|     | Nelly Frontanau            | PS    | Socialiste Républicain et Citoyen        |
|     | Laurence Gardet            | RN    | Rassemblement National                   |
|     | Aurélie Genolher           | EELV  | Nouveau Monde                            |
|     | Jean-Luc Gibelin           | PCF   | Nouveau Monde                            |
|     | Yoann Gillet               | RN    | Rassemblement National                   |
|     | Ferdinand Jaoul            | PS    | Socialiste Républicain et Citoyen        |
|     | Monique Novaretti          | PRG   | Radicaux                                 |
|     | Jean-Louis Meizonnet       | RN    | Rassemblement National                   |
|     | Christophe Rivenq          | LR    | Union des Élus de la Droite et du Centre |
|     | Julien Sanchez             | RN    | Rassemblement National                   |
|     | Monique Tézenas du Montcel | RN    | Rassemblement National                   |
|     | Frédéric Touzellier        | LR    | Union des Élus de la Droite et du Centre |
|     | Fabrice Verdier            | PS    | Socialiste Républicain et Citoyen        |

### 2010-2015
En 2010, le département du Gard élit 18 conseillers régionaux sur les 68 du conseil régional du Languedoc-Roussillon. Les conseillers sont principalement issus du divers Gauche (sept conseillers), du Front National (quatre) et de l'Union pour un Mouvement Populaire (trois). La majorité des conseillers divers Gauche rejoindra le Parti Socialiste. 
| Nom | Nom                           | Parti       |
| --- | ----------------------------- | ----------- |
|     | Damien Alary                  | DVG puis PS |
|     | Jean-Paul Boré                | DVG         |
|     | Mary Bourgade                 | UMP         |
|     | Marie-Thérèse Costa-Fesenbeck | FN          |
|     | Robert Crauste                | PS puis DVG |
|     | Julien Devèze                 | UDI         |
|     | Nelly Frontanau               | DVG puis PS |
|     | Corinne Giacometti            | DVG puis PS |
|     | Ferdinand Jaoul               | CPNT        |
|     | Karine Margutti               | DVG puis PS |
|     | Jean-François Pardigon        | FN          |
|     | Jocelyne Pezet-Romieux        | PRG         |
|     | Jean-Christian Rey            | DVG puis PS |
|     | Christophe Rivenq             | UMP         |
|     | Évelyne Ruty                  | FN          |
|     | Monick Tapissier              | UMP         |
|     | Fabrice Verdier               | DVG puis PS |
|     | Hélène Zouroudis              | FN          |

### 2004-2010
Sur les 18 conseillers élu, la majorité appartient au Parti Socialiste (sept conseillers). L'Union pour un Mouvement Populaire en a quatre et le Front National trois.
| Nom | Nom                | Parti     |
| --- | ------------------ | --------- |
|     | Damien Alary       | PS        |
|     | Laurette Bastaroli | PCF       |
|     | Jacques Blanc      | UMP       |
|     | François Bonnieux  | FN        |
|     | Jean-Paul Boré     | PCF       |
|     | Marie Canet-Janin  | PS        |
|     | Mireille Cellier   | UMP       |
|     | Michèle Comps      | Les Verts |
|     | Robert Crauste     | PS        |
|     | Richard Flandin    | UMP       |
|     | Annick Foulquier   | UMP       |
|     | Corinne Giacometti | PS        |
|     | Frédéric Lopez     | PRG       |
|     | Karine Margutti    | PS        |
|     | Évelyne Ruty       | FN        |
|     | Fabrice Verdier    | PS        |
|     | Chantal Vinot      | PS        |
|     | Hélène Zouroudis   | FN        |

### 1998-2004
Aux élections régionales de 1998, le Parti Socialiste et le Front National obtiennent cinq conseillers chacun, et l'Union pour la Démocratie Française quatre.
| Nom | Nom                    | Parti  |
| --- | ---------------------- | ------ |
|     | Pierre Blotin          | PCF    |
|     | Jean Bruchet           | PCF    |
|     | Mireille Cellier       | UDF    |
|     | Alain Clary            | PCF    |
|     | Suzanne Coulet         | PS     |
|     | Marie-Josée Cros       | FN     |
|     | Robert Ruas            | UDF    |
|     | Roselyne Gasco         | PS     |
|     | Max Janin              | FN     |
|     | Marie Bouche           | UDF-FD |
|     | Serge Martinez         | FN     |
|     | Élizabeth Pascal       | FN     |
|     | Jocelyne Pezet-Romieux | PRG    |
|     | Guy Roca               | PS     |
|     | André Roudil           | FN     |
|     | Christian Eymard       | UDF    |
|     | André Savonne          | RPR    |
|     | Pierre Vidal           | PS     |

### 1992-1998
- Damien Alary (PS)
- Christian Eymard (GE)
- Alain Fabre-Pujol (PS)
- Jean-Paul Fournier (RPR)
- Françoise Laurent-Perrigot[n 7] (PS)

### 1986-1992
Alain Champ (FN/RN)
- Damien Alary (PS)
- Jean-Marie Cambacérès (PS)
- Jean-Paul Fournier (RPR)
- Jean Goubert (RPR)
- Émile Jourdan (PCF)
- Étienne Mourrut (RPR)
- Jean-Christophe Muller (DVD)
- Max Romanet (RPR)
- Roger Roucaute (PCF)
- Michel Roux (PCF)